# Centro Asociado de la UNED en Asturias
El Centro Asociado de la UNED en Asturias es un centro de enseñanza universitaria de la Universidad Nacional de Educación a Distancia (UNED) ubicado en la ciudad española de Gijón, en la antigua Granja Covadonga de la Universidad Laboral de Gijón. Forma parte del Campus Noroeste de la UNED.
El  Centro  Asociado  de Asturias de la Universidad Nacional de Educación a Distancia fue creado por Orden  Ministerial de 17 de enero de 1984.
Desde 2017, el Centro Asociado a la UNED en Asturias es un consorcio integrado por la Universidad Nacional de Educación a Distancia, la Consejería de Ciencia, Innovación y Universidad del Principado de Asturias y el Ayuntamiento de Gijón.
En el curso académico 2024-25 contaba con 3052 estudiantes de grado y 289 de máster.
Su director desde 2015 es Juan Carlos Menéndez Mato, profesor de Derecho Civil y vicedecano de Investigación y Posgrado. Gijonés y formado en el Colegio de La Inmaculada y en la Facultad de Derecho de la Universidad de Oviedo.